# Баркюс
Баркю́с (фр. Barcus) — коммуна во Франции, находится в регионе Новая Аквитания. Департамент — Атлантические Пиренеи. Входит в состав кантона Монтань-Баск. Округ коммуны — Олорон-Сент-Мари.
Код INSEE коммуны — 64093.

## География
Коммуна расположена приблизительно в 680 км к югу от Парижа, в 185 км южнее Бордо, в 35 км к западу от По.
На востоке коммуны протекает река Жоос.

### Климат
Климат тёплый океанический. Зима мягкая, средняя температура января — от +5°С до +13°С, температуры ниже −10 °C бывают редко. Снег выпадает около 15 дней в году с ноября по апрель. Максимальная температура летом порядка 20-30 °C, выше 35 °C бывает очень редко. Количество осадков высокое, порядка 1100 мм в год. Характерна безветренная погода, сильные ветры очень редки.

## Население
Население коммуны на 2010 год составляло 734 человека.
| 1962 | 1968 | 1975 | 1982 | 1990 | 1999 | 2010 |
| ---- | ---- | ---- | ---- | ---- | ---- | ---- |
| 1101 | 990  | 957  | 916  | 788  | 774  | 734  |

## Администрация
| Период | Период | Фамилия                | Партия | Примечания |
| ------ | ------ | ---------------------- | ------ | ---------- |
| 1935   | 1954   | Амбруаз Бетюлар        |        |            |
| 1954   | 1989   | Жан-Батист Жорегиберри |        |            |
| 1989   | 1995   | Франсуа Ютюрри         |        |            |
| 1995   | 2001   | Жан Барне              |        |            |
| 2001   | 2020   | Жан-Марк Барантоль     |        |            |

## Экономика
В 2010 году среди 458 человек трудоспособного возраста (15-64 лет) 350 были экономически активными, 108 — неактивными (показатель активности — 76,4 %, в 1999 году было 74,6 %). Из 350 активных жителей работали 329 человек (176 мужчин и 153 женщины), безработных было 21 (10 мужчин и 11 женщин). Среди 108 неактивных 40 человек были учениками или студентами, 46 — пенсионерами, 22 были неактивными по другим причинам.

## Фотогалерея
- Баркюс
- Часовня
- Парад-маскарад